# Annoschrein

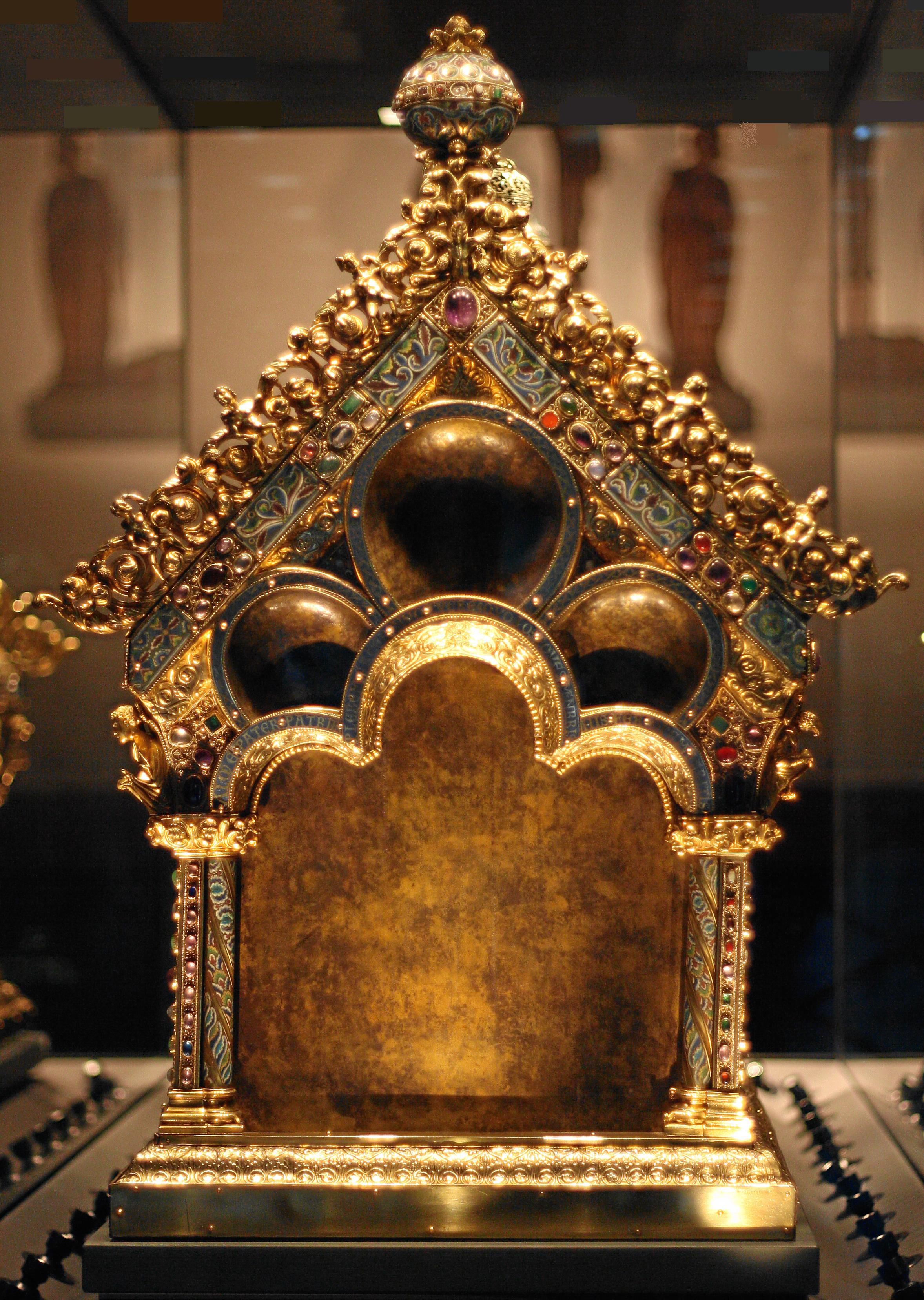
Annoschrein, Stirnseite

Der Annoschrein barg die Gebeine von Erzbischof Anno II. von Köln. Er befand sich bis 2016 in einer Seitenkapelle der Kirche der Abtei St. Michael auf dem Michaelsberg in Siegburg. Der Schrein wurde im Jahr 1183 zumindest teilweise von dem lothringischen Goldschmied und Emailmaler Nikolaus von Verdun geschaffen und konzipiert, dem auch mehrere andere bedeutende Goldschmiedearbeiten zugeschrieben werden, so etwa der Dreikönigenschrein im Kölner Dom. 
Nach der Säkularisation im 19. Jahrhundert wurden die meisten Bildelemente und der Figurenschmuck des Annoschreins entfernt, die bis heute nicht mehr auffindbar sind. 
Zwei im Jahr 1764 von Johann Heinrich Fischer geschaffene Gemälde bilden den seinerzeit noch unbeschädigten Schrein in Originalgröße ab. Sie sind heute die wichtigste Quelle für eine Dokumentation seines ursprünglichen Aussehens.
Im Zweiten Weltkrieg wurde der Schrein zum Schutz in einem Siegener Eisenerzbergwerk ausgelagert. 1945 wurde er von Angehörigen der Einheit Monuments, Fine Arts and Archives der US Army gesichert. Er gelangte 1948 wieder nach Siegburg.
Der Schrein ist im Besitz der Pfarrgemeinde St. Servatius Siegburg, die Gebeine des Anno wurden im Januar 2012 vom Benediktiner-Orden vertraglich dem Erzbistum Köln geschenkt.
In der Zwischenzeit wurde im ersten Stock der Kirche St. Servatius eine Schatzkammer eingerichtet, in der der Schrein neben anderen Gegenständen aus dem Siegburger Kirchenschatz ausgestellt ist.
Im Februar 2021 wurde in Siegburg in der Abteikirche auf dem Michaelsberg die neue Annokapelle eingeweiht, in der die Reliquien des Heiligen in einen neugeschaffenen modernen Schrein eingebracht wurden.